# Sidi Lyamani
Sidi Lyamani  (in arabo سيدي اليمني‎?) è un centro abitato e comune rurale del Marocco situato nella prefettura di Tangeri-Assila, regione di Tangeri-Tetouan-Al Hoceima. Conta una popolazione di 10 365 abitanti (censimento 2014).